# Mirko Savini
Pour les articles homonymes, voir Savini.
Mirko Savini, né le 11 mars 1979, est un footballeur italien qui joue en tant que défenseur devenu entraîneur.

## Carrière en tant que joueur
Mirko Savini passe la plus grande partie de sa carrière en division inférieure, et n'atteint la Serie B qu'en 2002 avec Ascoli. En 2004, il est engagé par la Fiorentina.

## Carrière d'entraîneur
En 2012, il devient entraîneur adjoint de l'équipe de réserve de Pescara Calcio. Il obtient le certificat d'entraîneur de l'équipe de jeunes le 30 juin 2012. Après la promotion de Cristian Bucchi  au poste d'entraîneur principal de la première équipe en mars 2013, Savini et Ermanno Ciotti, tous deux assistants de Bucchi dans la réserve, deviennent les nouveaux  Collaboratori tecnici de l'équipe première.